# Фонтне ле Виконт
Фонтне ле Виконт (фр. Fontenay-le-Vicomte) насеље је и општина у Француској у региону Париски регион, у департману Есон која припада префектури Еври.
По подацима из 2011. године у општини је живело 1282 становника, а густина насељености је износила 187,7 становника/km². Општина се простире на површини од 6,83 km². Налази се на средњој надморској висини од 81 метар (максималној 84 m, а минималној 46 m).

## Демографија
| 1962. | 1968. | 1975. | 1982. | 1990. | 1999. | 2011. |
| ----- | ----- | ----- | ----- | ----- | ----- | ----- |
| 298   | 326   | 437   | 635   | 744   | 884   | 1.282 |

График промене броја становника у току последњих година